# فيليكس ريبل
فيليكس ريبل (بالإنجليزية: Felix Riebl)‏‏ (1 مايو 1981 في ملبورن - ) ملحن من أستراليا.